# Paul Miersch
Paul Miersch, né le 18 janvier 1868 à Dresde et mort le 1er mars 1956 à New York, est un violoncelliste et compositeur allemand naturalisé américain.

## Biographie
Paul Friedrich Theodor Miersch naît le 18 janvier 1868 à Dresde.
Il étudie à l'Académie de musique de Munich avec Werner (violoncelle) et Josef Rheinberger (composition), avant de partir pour les États-Unis en 1886 et de s'installer à Washington.
En 1892, Paul Miersch se fixe à New York. Il est violoncelliste solo à l'Orchestre symphonique de New York entre 1893 et 1898 puis occupe le même poste au Metropolitan Opera de 1898 à 1912.
Comme interprète, il a notamment joué la partie de violoncelle du Trio avec piano de Tchaïkovski à Washington en présence du compositeur, en 1891. Après avoir quitté la vie de concert, il enseigne à New York. 
Comme compositeur, il est l'auteur d'un certain nombre d'œuvres, dont 46 ont été publiées.
Paul Miersch meurt le 1er mars 1956 à New York.

## Sources
- Theodore Baker et Nicolas Slonimsky (trad. Marie-Stella Pâris, préf. Nicolas Slonimsky, édition adaptée et augmentée par Alain Pâris), « Paul Miersch », dans Dictionnaire biographique des musiciens [« Baker's Biographical Dictionary of Musicians »], Paris, Robert Laffont, coll. « Bouquins », 1995 (réimpr. 1905, 1919, 1940, 1958, 1971, 1978, 1984, 1992) (1re éd. 1900), 4 728 p.